# Octomeria rodriguesii
Octomeria rodriguesii är en orkidéart som beskrevs av Célestin Alfred Cogniaux. Octomeria rodriguesii ingår i släktet Octomeria och familjen orkidéer. Inga underarter finns listade i Catalogue of Life.